# 800 mètres féminin aux Jeux olympiques d'été de 1976 (athlétisme)
Navigation
Munich 1972 Moscou 1980
L'épreuve du 800 mètres féminin aux Jeux olympiques de 1976 s'est déroulée du 23 au 26 juillet 1976 au Stade olympique de Montréal, au Canada. Elle est remportée par la Soviétique Tatyana Kazankina qui établit un nouveau record du monde en 1 min 54 s 9.

## Résultats

### Finale
| Rang               | Athlète           | Pays               | Temps         | Notes |
| ------------------ | ----------------- | ------------------ | ------------- | ----- |
| Médaille d'or      | Tatyana Kazankina | Union soviétique   | 1 min 54 s 94 | WR    |
| Médaille d'argent  | Nikolina Shtereva | Bulgarie           | 1 min 55 s 42 |       |
| Médaille de bronze | Elfi Zinn         | Allemagne de l'Est | 1 min 55 s 60 |       |
| 4                  | Anita Weiß        | Allemagne de l'Est | 1 min 55 s 74 |       |
| 5                  | Svetlana Styrkina | Union soviétique   | 1 min 56 s 44 |       |
| 6                  | Svetla Zlateva    | Bulgarie           | 1 min 57 s 21 |       |
| 7                  | Doris Gluth       | Allemagne de l'Est | 1 min 58 s 99 |       |
| 8                  | Mariana Suman     | Roumanie           | 2 min 02 s 21 |       |

## Légende
Records et Performances
- AR : Record continental (area record)
- CR : Record des championnats (championship record)
- MR : Record du meeting (meet record)
- NR : Record national (national record)
- OR : Record olympique (olympic record)
- PR : Record paralympique (paralympic record)
- PB : Record personnel (personal best)
- SB : Meilleure performance personnelle de la saison (season's best)
- WL : Meilleure performance mondiale de l'année (world leader)
- WJR : Record du monde junior (world junior record)
- WR : Record du monde (world record)

Circonstances et Conditions
- DNF : N'a pas terminé (did not finish)
- DNS : N'a pas pris le départ (did not start)
- DQ : Disqualification (disqualification)
- NM : Aucun essai valable enregistré (No Mark)
- Q : Qualifié « directement » au prochain tour (ou à la prochaine compétition), lors d'une compétition majeure, grâce au classement ou à la réalisation des minima (automatic qualifier)
- q : Qualifié au prochain tour (ou à la prochaine compétition), lors d'une compétition majeure, grâce au repêchage ou à la réalisation de l'une des meilleures performances parmi celles des « non qualifiés directement » (grâce au meilleur temps ou à la meilleure distance par exemple) (secondary qualifier)